# استودان روستای مورد
استودان روستای مورد در شهرستان کهگیلویه، روستای ده مورد واقع شده و این اثر در تاریخ ۲ آبان ۱۳۸۲ با شمارهٔ ثبت ۱۰۵۷۶ به‌عنوان یکی از آثار ملی ایران به ثبت رسیده است.